# Hory (Votice)
Hory je vesnice, část města Votice v okrese Benešov. Nachází se 3 km na jihovýchod od centra Votic. Prochází zde silnice II/124. V roce 2009 zde bylo evidováno 7 adres. Hory leží v katastrálním území Hory u Votic o rozloze 1,11 km².

## Historie
První písemná zmínka o vesnici pochází z roku 1390.